# Гексозаміни

Хімічна структура α-D-глюкозаміну. Зверніть увагу на аміногрупу (NH_{2}).

Глюкоза. Зверніть увагу — (OH) на місці аміногрупи.

Гексозаміни — це аміноцукри створені приєднанням аміногрупи до гексози.
Приклади:
- Фруктозамін (основою є фруктоза)
- Галактозамін (основою є галактоза)
- Глюкозамін (основою є глюкоза)
- Манозамін (основою є маноза)